# 요시비 국제 대학 Charme 오카야마 고량
요시비 국제대학 Charme 오카야마 타카하시(일본어: きびこくさいだいがくシャルムおかやまたかはし)  는 오카야마 현 타카하시 시를 홈 타운으로 하고, 일본 여자 축구 리그에 소속하는 여자 축구 팀이다.